# 영천시립도서관
영천시립도서관은 경상북도 영천시 문외동 소재의 도서관이다. 도서관 옆 공원에 평화의 소녀상이 설치되어있다.

## 연혁
- 2014.04.03 신축시립도서관 개관
- 2012.02 신축시립도서관 준공 (중앙동1길 80)
- 2008.09.19 푸른마을문고 설립
- 2008.07.14 별빛문고 설립
- 2007.04.20 도서관 표준자료관리시스템 설치
- 2004.11.01 단포작은도서관 개관
- 2004.09.13 어린이열람실 개실
- 1998.12.24 영천시립도서관 증축
- 1998.05.28 늘푸른쉼터 설립
- 1995.06.29 덕암문고 설립
- 1995.01.06 영천시립도서관 사용조례 / 열람규칙 제정
- 1985.12.26 영천시립도서관 개관
- 1985.08.30 영천시립도서관 준공 (문외동 25)

## 시설현황
- 1층: 시청각실, 어린이자료실, 유아자료실, 문화강의실, 북카페, 체험형 동화구연실
- 2층: 종합정보자료실, 디지털자료실, 세미나실, 통합자료코너
- 3층: 사무실, 열람실 1, 열람실 2
- 4층: 인재양성교육원

## 이용 안내
도서관 이용시간
- 자료실: 평일 09:00~ 18:00 / 주말 10:00 ~ 17:00
- 열람실: 매일 07:00~ 23:00

도서관 휴관일
- 자료실: 매주 화요일, 법정공휴일
- 열람실: 매월 첫째주 화요일 (법정공휴일)

## 평화의 소녀상
2017년 12월 10일에 '영천 평화의 소녀상 건립추진위원회'는 '영천 평화의 소녀상 제막식'을 열었다. 시민 1600여명이 5300만원의 성금을 기부하여, 세계 인권의 날에 맞춰 도서관 옆 공원에 설치하였다.